# Rhizammina
Rhizammina, en ocasiones erróneamente denominado Arrhizammum, es un género de foraminífero bentónico de la familia Rhizamminidae, de la superfamilia Komokioidea y del orden Komokiida. Su especie tipo es Rhizammina algaeformis. Su rango cronoestratigráfico abarca el Holoceno.

## Discusión
Rhizammina ha sido tradicionalmente incluido en la familia Rhabdamminidae de la superfamilia Astrorhizoidea del orden Textulariida o en el orden Astrorhizida. Clasificaciones recientes han incluido Rhizammina y la superfamilia Komokioidea en el suborden Astrorhizina del orden Astrorhizida.

## Clasificación
Rhizammina incluye a las siguientes especies:
- Rhizammina algaeformis
  - Rhizammina algaeformis nuda
- Rhizammina alta
- Rhizammina diatomica
- Rhizammina dichotoma
- Rhizammina echinata
- Rhizammina excelsa
- Rhizammina globigerinifera
- Rhizammina grilli
- Rhizammina horrida
- Rhizammina ingrata
- Rhizammina surtida
- Rhizammina transversa
- Rhizammina uruiensis

Otra especie considerada en Rhizammina es:
- Rhizammina indivisa, aceptado como Testulosiphon indivisus